# Chanthaphone Waenvongsoth
Chanthaphone Waenvongsoth (Vientiane, 4 novembre 1994) è un calciatore laotiano, centrocampista dello Young Elephant.

## Carriera

### Club
Ha giocato nella prima divisione laotiana e nelle serie minori thailandesi.

### Nazionale
Nel 2013 ha esordito in nazionale.

## Statistiche

### Cronologia presenze e reti in nazionale
| Cronologia completa delle presenze e delle reti in nazionale ― Laos | Cronologia completa delle presenze e delle reti in nazionale ― Laos | Cronologia completa delle presenze e delle reti in nazionale ― Laos | Cronologia completa delle presenze e delle reti in nazionale ― Laos | Cronologia completa delle presenze e delle reti in nazionale ― Laos | Cronologia completa delle presenze e delle reti in nazionale ― Laos | Cronologia completa delle presenze e delle reti in nazionale ― Laos | Cronologia completa delle presenze e delle reti in nazionale ― Laos |
| Data                                                                | Città                                                               | In casa                                                             | Risultato                                                           | Ospiti                                                              | Competizione                                                        | Reti                                                                | Note                                                                |
| ------------------------------------------------------------------- | ------------------------------------------------------------------- | ------------------------------------------------------------------- | ------------------------------------------------------------------- | ------------------------------------------------------------------- | ------------------------------------------------------------------- | ------------------------------------------------------------------- | ------------------------------------------------------------------- |
| 16-6-2015                                                           | Vientiane                                                           | Laos                                                                | 0 – 2                                                               | Libano                                                              | Qual. Mondiali 2018                                                 | -                                                                   | 58’                                                                 |
| 3-9-2015                                                            | Hwaseong                                                            | Corea del Sud                                                       | 8 – 0                                                               | Laos                                                                | Qual. Mondiali 2018                                                 | -                                                                   | 84’ 87’                                                             |
| 11-6-2019                                                           | Dacca                                                               | Bangladesh                                                          | 0 – 0                                                               | Laos                                                                | Qual. Mondiali 2022                                                 | -                                                                   |                                                                     |
| Totale                                                              |                                                                     | Presenze                                                            | 21                                                                  |                                                                     | Reti                                                                | 0                                                                   |                                                                     |